# Інститут фізичних проблем імені П. Л. Капиці РАН
Інститут фізичних проблем ім. П. Л. Капиці РАН — унікальний проєкт, заснований у 1934 році для перенесення досліджень П. Л. Капіци з Англії в СРСР. Від інших інститутів РАН відрізняється малим штатом — у перші роки роботи мав менше ніж 10 наукових співробітників, на початку XXI століття має близько 50 співробітників. При цьому внесок у світову науку співробітників ІФП важко переоцінити — в його стінах було проведено багато новаторських експериментів і відкриттів в галузі фізики низьких температур і фізики плазми (роботи з термоядерної реакції). Троє співробітників інституту були нагороджені Нобелівської премії з фізики: Петро Леонідович Капиця — за експериментальне дослідження надплинності гелію-II, Лев Давидович Ландау — за теоретичне дослідження надплинності гелію-II, Олексій Олексійович Абрикосов — за теоретичне пояснення властивостей надпровідників II роду. ІФП є базовим інститутом МФТІ. На території інституту розташовані редакції двох фізичних журналів («Журнал експериментальної і теоретичної фізики» і «Листи в Журнал експериментальної і теоретичної фізики»).
З моменту заснування до 1946 року тематикою інституту були дослідження в галузі фізики низьких температур, зокрема відкриття надплинності гелію-II (експерименти П. Л. Капиці, теоретичне обґрунтування — Л. Д. Ландау) і розробка високоефективної установки для виділення рідкого кисню з повітря — турбодетандера, яка має високе практичне значення.
У 1945 році інститут був нагороджений орденом Трудового Червоного Прапора.
З 1946 по 1955 рік, під час опали П. Л. Капиці, в інституті проходили роботи з атомної фізики, зокрема чисельні розрахунки групою (на чолі — Л. Д. Ландау) «слойки», необхідні для водневої бомби, в яких СРСР випередив США, де такі розрахунки були здійснені до розвитку обчислювальної техніки. Невелика лабораторія, на дачі Капиці жартома називалася «хатою фізичних проблем».
З 1955 року і до смерті П. Л. Капиці основною тематикою інституту стає фізика плазми, на території інституту будується «Фізична Лабораторія», в якій створюються установки для генерації «плазмового шнура» (демонтовані у 2004 році у зв'язку з капітальним ремонтом корпусу інституту).
У 2005 році інститутом була придбана найбільша в Росії машина розчинення постійного режиму роботи.

## Директори інституту
- акад. П. Л. Капицая (1934—1946, 1955—1984)
- акад. А. П. Александров (1946—1955)
- акад. А. С. Боровик-Романов[ru] (1984—1990)
- акад. О. Ф. Андрєєв (1990—2017)
- акад. В. В. Дмитрієв[ru] (з 2017)